# Horda
Horda je bila zgodovinska družbeno politična in vojaška zgradba v Evrazijski stepi, običajno povezana s turškimi narodi in Mongoli. Ta entiteta se lahko obravnava kot regionalni ekvivalent klana ali plemena. Nekaj uspešnih hord je ustanovilo kanate.
Medtem ko sta bila vzhodnoslovanski izraz ordo in kasneje izpeljan izraz horda po izvoru izposojena iz turškega izraza ordo za 'tabor, sedež', prvotni izraz ni imel pomena velikega kanata, kot je Zlata horda. Te strukture so se v današnjem času imenovale ulus ('narod' ali 'pleme').
Izraz se uporablja tudi za označevanje ločenih kazaških plemen (ali združevanje plemen). V današnjem času ločimo tri različne skupine: Malo Hordo (mlajši žuz) v zahodnem Kazahstanu, srenjo Hordo (srednji žuz) v osrednjem Kazahstanu in Veliko hordo (starejši žuz) v jugovzhodnem Kazahstanu.V kazaškem jeziku je tudi ime enoto v vojski jüz ('stotnija').